# Asnières-sous-Bois
Asnières-sous-Bois é uma comuna francesa na região administrativa de Borgonha-Franco-Condado, no departamento de Yonne. Estende-se por uma área de 17,33 km². Em 2010 a comuna tinha 121 habitantes (densidade: 7 hab./km²).